# نظام أيجيس المضاد للصواريخ
نظام أيجيس المضاد للصواريخ (بالإنجليزية :The Aegis Ballistic Missile Defense System) هو نظام امني ضد الصواريخ الباليستية وهو جزء مشروع الدرع الصاروخي الأمريكي.

## معرض صور

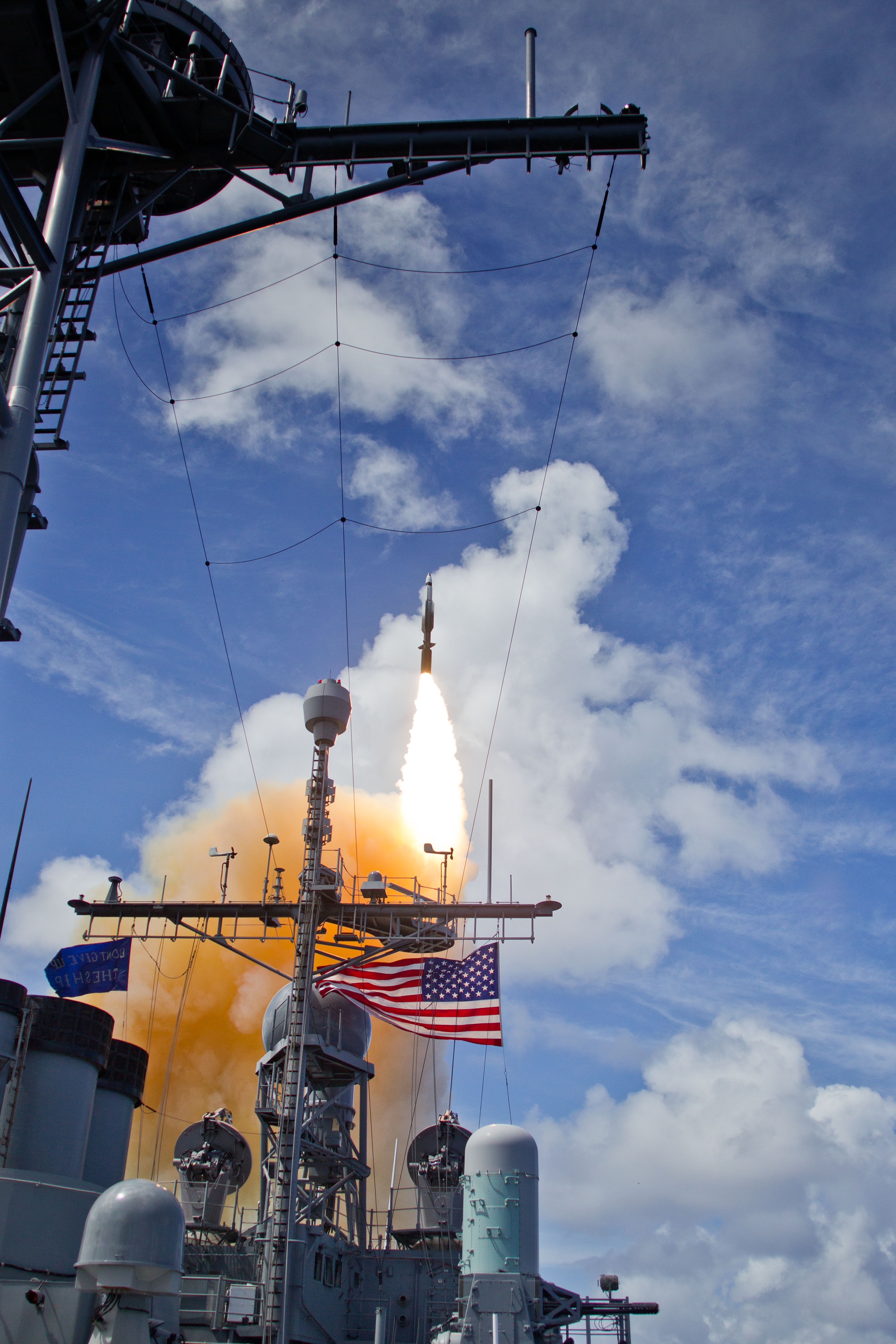
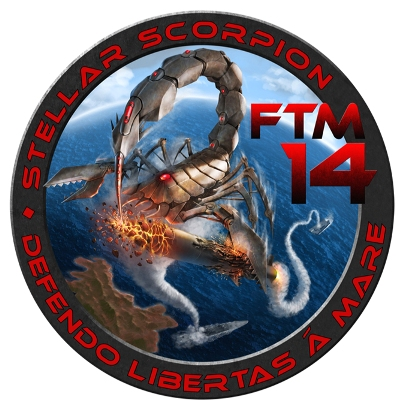
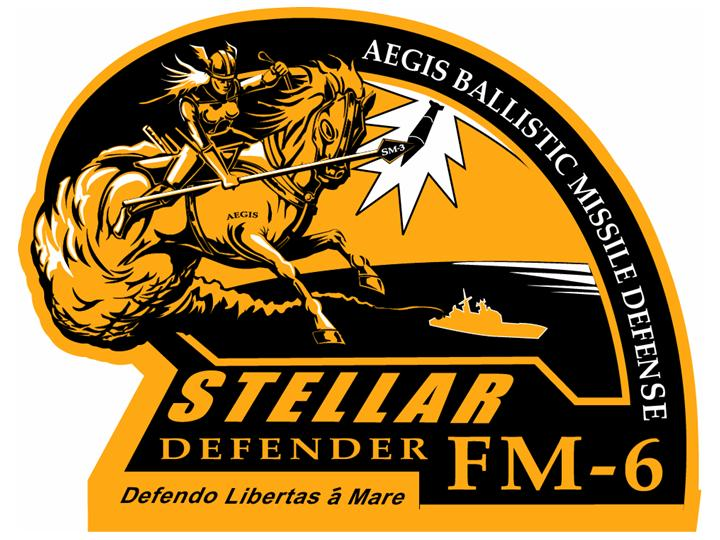
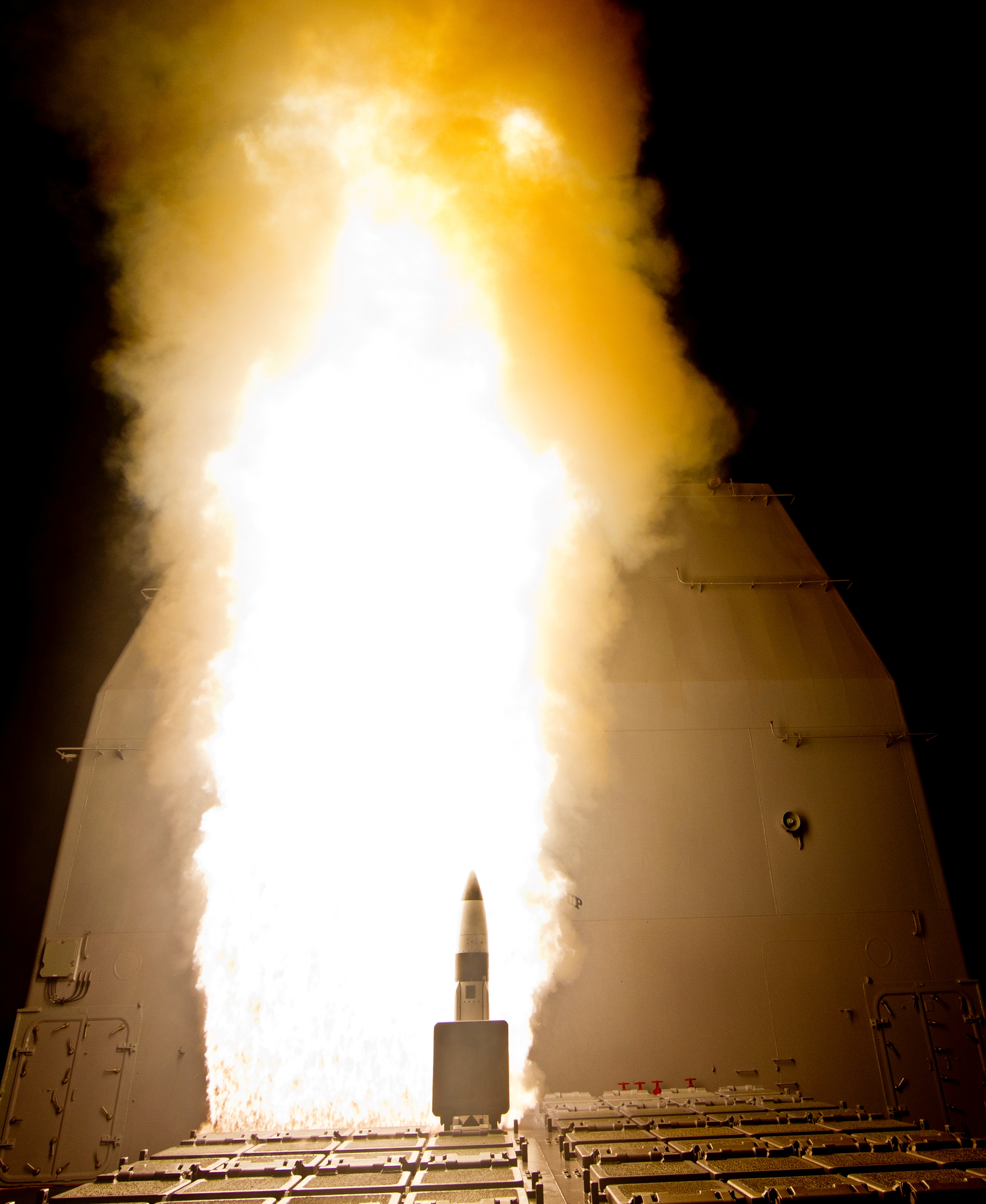
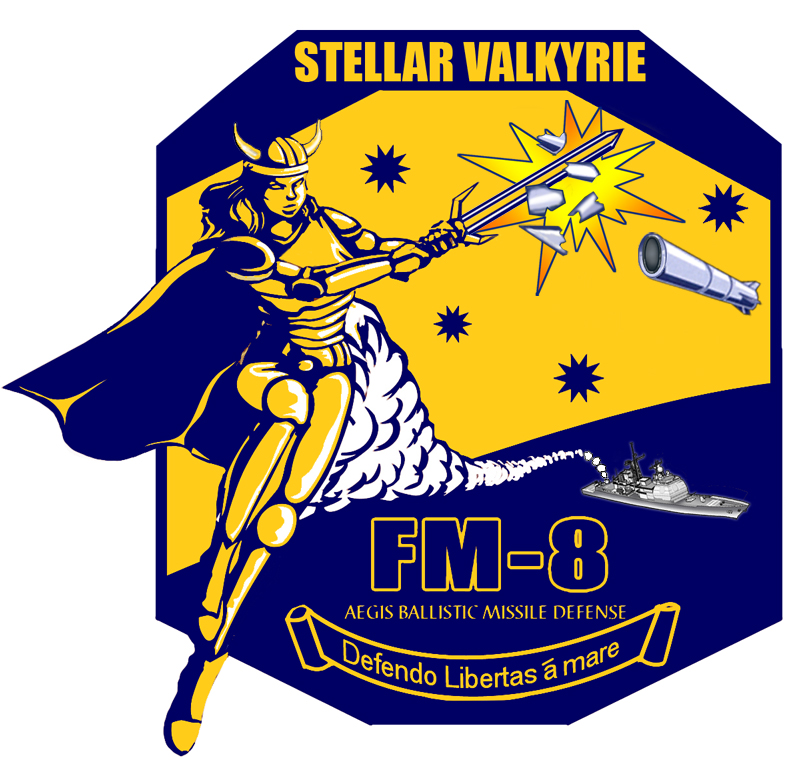